# Cristianismo no século XIII

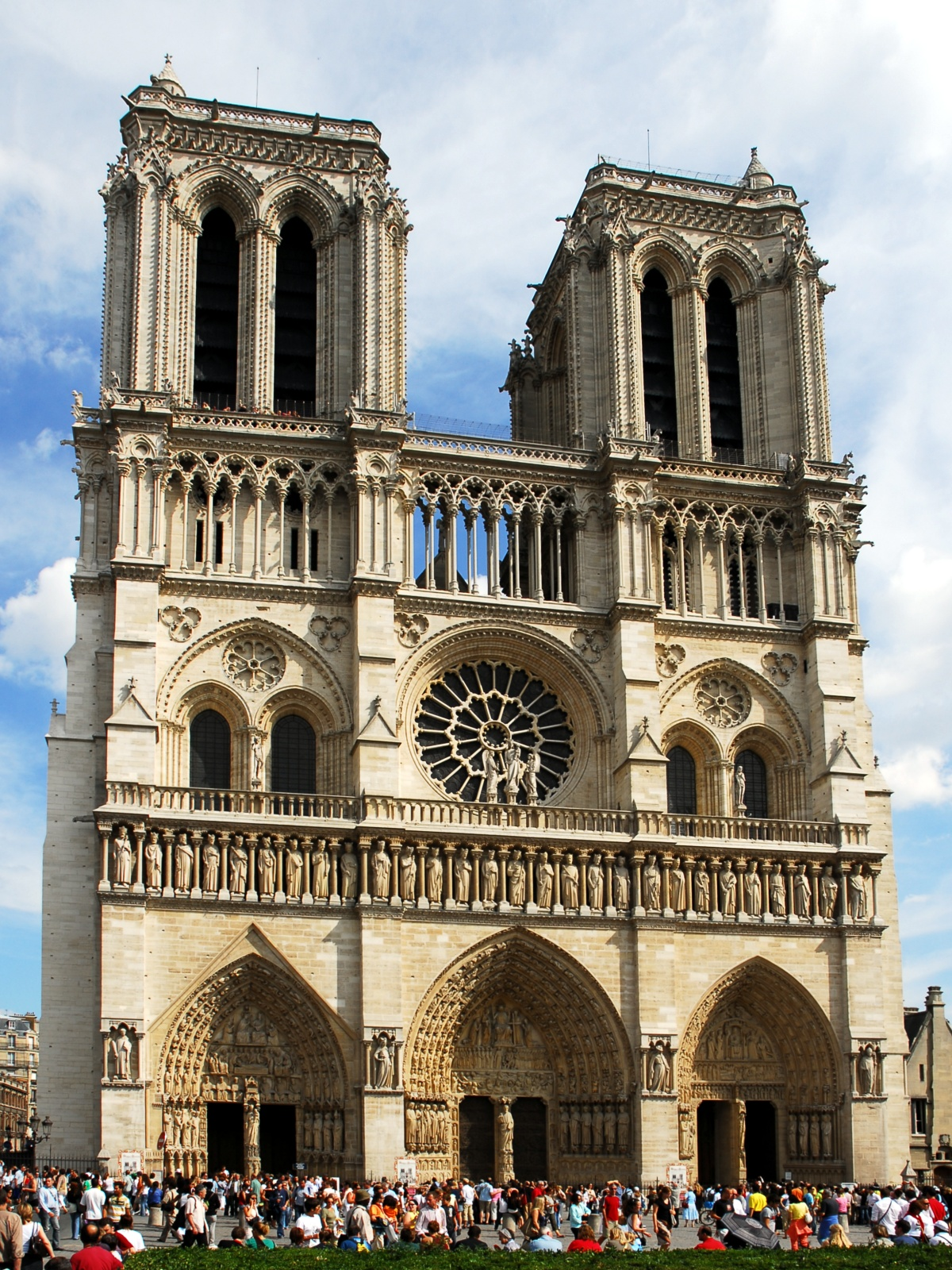
Catedral de Notre-Dame de Paris.

A igreja imperial romana oriental (bizantina) controlada por Constantinopla seguiu declarando sua autoridade universal. No século XIII, essa alegação estava se tornando cada vez mais desnecessária conforme o Império Romano do Oriente diminuía e os turcos otomanos tomavam a maior parte do que sobrava do Império Bizantino (indiretamente ajudados por invasões do Ocidente). As outras igrejas da Europa Oriental em comunhão com Constantinopla não faziam parte de seu império e estavam agindo cada vez mais de forma independente, atingindo o status de autocéfalo e identificando apenas nominalmente a posição de Constantinopla na hierarquia da Igreja. Na Europa Ocidental, o Sacro Império Romano se dividiu, tornando-o menos império também.

## Cruzadas

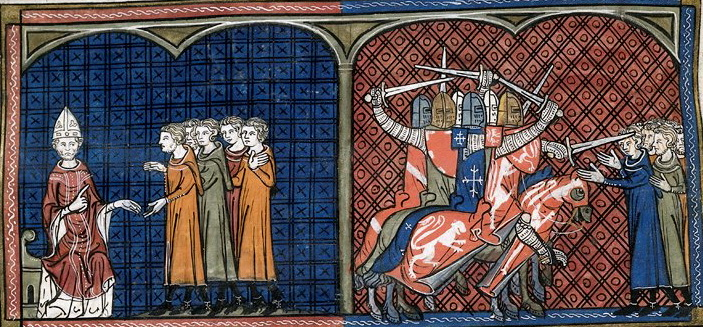
Papa Inocêncio III lançou a Cruzada Albigense contra os cátaros.

A Quarta Cruzada, aprovada por Inocente III em 1202, planejava reconquistar a Terra Santa, mas logo foi subvertida por venezianos que utilizaram as forças para pilhar a cidade cristã de Zara. provavelmente, os cruzados chegaram a Constantinopla, mas em vez de avançar para a Terra Santa, os cruzados, em vez disso, pilharam Constantinopla.